# 維特科沃

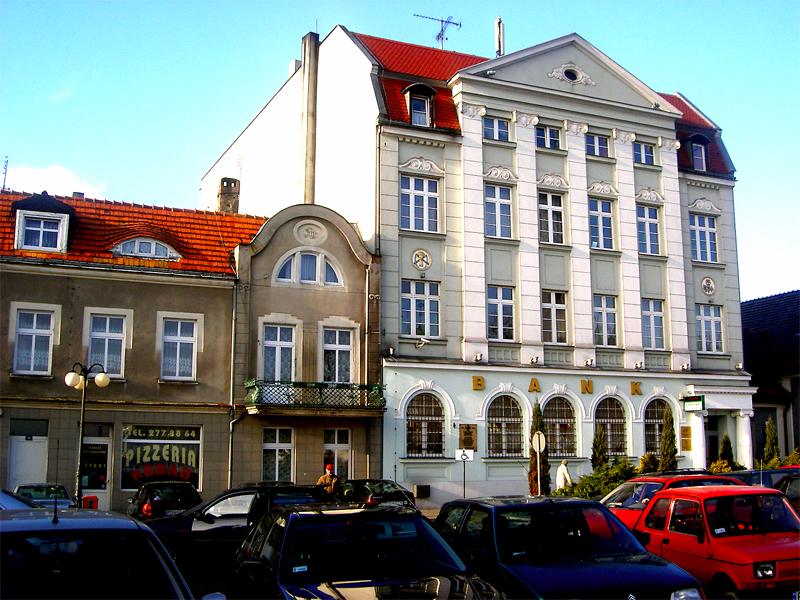

維特科沃（波蘭語：Witkowo）是波蘭的城鎮，位於該國中部，由大波蘭省負責管轄，面積8.3平方公里，主要經濟活動有農業、服務業、製造業和旅遊業，2006年人口7,855。第二次世界大戰期間，德國在1939年至1945年1月21日佔領該鎮。

## 外部連結
- Official website （页面存档备份，存于）

52°26′11″N 17°46′27″E / 52.43639°N 17.77417°E